# Abdul Munim Riad
 (février 2011).
Si vous disposez d'ouvrages ou d'articles de référence ou si vous connaissez des sites web de qualité traitant du thème abordé ici, merci de compléter l'article en donnant les références utiles à sa vérifiabilité et en les liant à la section « Notes et références ».
Abdul Mun'im Riad (1919-1969) (arabe: عبد المنعم رياض) est un général et ancien chef des Forces armées égyptiennes. Il a été tué avec plusieurs de ses collaborateurs dans une attaque au mortier de l'armée israélienne, le 9 mars 1969 pendant la guerre d'usure. Il commandait les forces jordaniennes en 1967 lors de la Guerre des Six Jours.